# 구스크리크 (사우스캐롤라이나주)

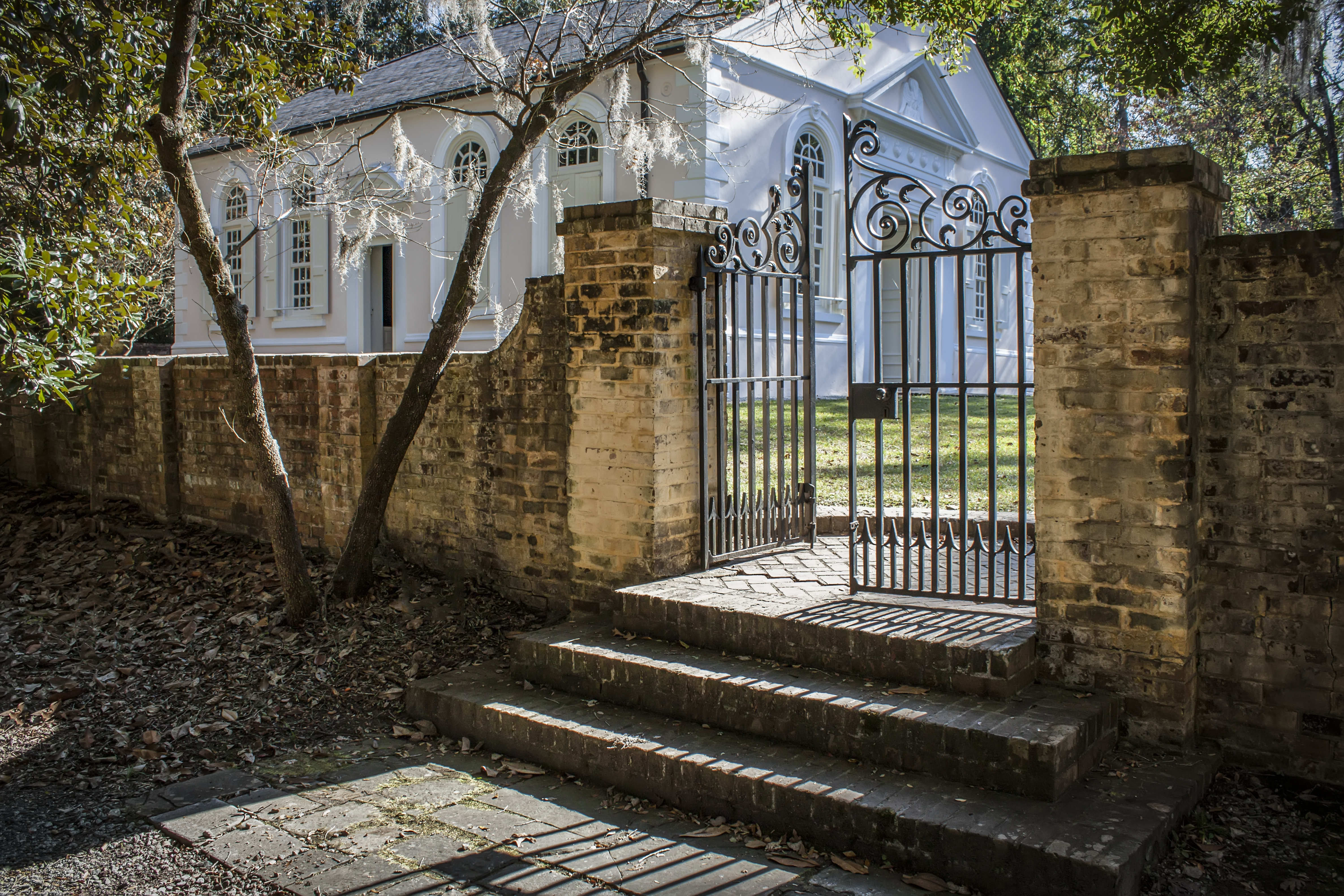

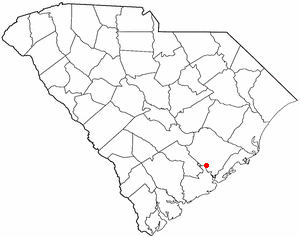

구스크리크(Goose Creek)는 미국 사우스캐롤라이나주 버클리군의 인구가 가장 많이 붐비는 도시이다. 사우스캐롤라이나주에서 7번째로 큰 도시이다. 2020년 미국 인구 조사 기준 인구 수는 45,946명이다.

## 인구
| 인구조사              | 인구   | Note  | %±     |
| --------------------- | ------ | ----- | ------ |
| 1970년                | 3,825  |       | —      |
| 1980년                | 17,811 |       | 365.6% |
| 1990년                | 24,692 |       | 38.6%  |
| 2000년                | 29,208 |       | 18.3%  |
| 2010년                | 35,938 |       | 23.0%  |
| 2020년                | 45,946 |       | 27.8%  |
| 2023 (추산)           | 49,249 | [ 1 ] | 7.2%   |
| U.S. Decennial Census |        |       |        |